# Jaakov Meidad
Jaakov (Mio) Meidad Pseudonym alias „Anton Künzle“ (hebräisch יעקב (מִיוֹ) מידד, "אנטון קינצלה"; * 1919 in Breslau; † 30. Juni 2012 in Tel Aviv) war ein israelischer Mossad-Agent.

## Leben
Seine Mutter war Lehrerin, sein Vater war Direktor eines Krankenhauses und hatte als medizinischer Offizier in der kaiserlichen Armee im Ersten Weltkrieg gedient und das „Eiserne Kreuz“ erhalten. Ihren fünfzehnjährigen Sohn schickten die Eltern im Jahre 1934 nach Palästina. Seine Eltern konnten nicht mehr flüchten. Seine Mutter wurde im KZ Auschwitz, sein Vater im KZ Theresienstadt ermordet. Er diente in der Hagana, später in der britischen Armee im Zweiten Weltkrieg und in der Royal Artillery in der ersten Kriegswoche und nach 1945 bei den Israeli Defence Forces (IDF) und wurde Commander der IDF artillery school. In Israel arbeitete er als Mossad-Agent. Er war als Lehrer und „väterliche[r] Freund“ für die Mossad-Agentin Sylvia Rafael tätig.

## Aktionen, bei denen Jaakov Meidad involviert war

### Eichmann in Buenos Aires (11. Mai 1960)
Mit Zvi Aharoni fasste er Adolf Eichmann.

### Herberts Cukurs in Montevideo (23. Februar 1965)
Im Jahre 1965 sollte er Cukurs ausfindig machen und liquidieren. Meidad gründete dafür Scheinfirmen in Wien, mit diesen Geschäftspapieren konnte Meidad alias „Anton Künzle“ Cukurs nach Uruguay locken. Dort sollte sich Cukurs an einer Filiale des Unternehmers Künzle beteiligen. Als Cukurs im Februar 1965 ein angebliches Büro der Scheinfirma in Montevideo betrat, wurde dem „Henker von Riga“ von mehreren Israelis der Kopf eingeschlagen; anschließend wurde Cukurs noch erschossen. Das wird Meidad von anderen Mossad-Kollegen als „nationale[…] Heldentat“ zugerechnet.